# European Football League 2003
Die European Football League 2003 war die 17. Austragung des höchsten Wettbewerbs für American-Football-Vereinsmannschaften auf europäischer Ebene.

## Modus
In der Saison 2003 der European Football League wurde die Qualifikationsrunde als einfaches Rundenturnier in vier Divisionen ausgespielt, wobei sich jeweils der Gruppenerste für das Halbfinale qualifizierte. Als Austragungsorte für die Halbfinalspiele wurden Braunschweig und, im Falle einer Halbfinalteilnahme der Vienna Vikings, Wien bestimmt. Braunschweig hatte zusätzlich die Austragungsrechte des Eurobowl XVII, in dem die Braunschweig Lions die Vienna Vikings mit 21:14 schlugen.

## Qualifikationsrunde

### Division 1
| Datum     | Kickoff | Heim               | Ergebnis                                         | Gast               | Stadion                 |
| --------- | ------- | ------------------ | ------------------------------------------------ | ------------------ | ----------------------- |
| 27. April | 14:00   | Paris Flash        | 30:14 (6:0, 12:0, 0:8, 12:6) Bericht, Statistik  | Ancona Dolphins    | Stade Geo Andre         |
| 10. Mai   | 20:00   | Ancona Dolphins    | 20:48 (13:3, 0:17, 7:0, 0:28) Bericht, Statistik | Braunschweig Lions | Stadio Dorico           |
| 24. Mai   | 17:30   | Braunschweig Lions | 44:8 (0:0, 8:0, 8:8, 28:0) Bericht, Statistik    | Paris Flash        | Maschstadion, Helmstedt |

|    | Verein             | Sp | TD    | Diff. | Punkte |
| -- | ------------------ | -- | ----- | ----- | ------ |
| 1. | Braunschweig Lions | 2  | 92:28 | +64   | 4:0    |
| 2. | Paris Flash        | 2  | 38:58 | −20   | 2:2    |
| 3. | Ancona Dolphins    | 2  | 34:78 | −44   | 0:4    |

### Division 2
| Datum     | Kickoff | Heim                    | Ergebnis                                                 | Gast                    | Stadion                    |
| --------- | ------- | ----------------------- | -------------------------------------------------------- | ----------------------- | -------------------------- |
| 12. April | 15:00   | Badalona Drags          | 17:6 Bericht, Statistik                                  | Moscow Patriots         | Camp Municipal de Badalona |
| 17. Mai   | 16:00   | Moscow Patriots         | 36:39 Bericht, Statistik                                 | Stockholm Mean Machines | Dynamo Stadion             |
| 24. Mai   | 18:00   | Stockholm Mean Machines | 18:19 n. V. (6:0, 6:6, 0:0, 0:6; 6:7) Bericht, Statistik | Badalona Drags          | Zinkensdamms IP            |

|    | Verein                  | Sp | TD    | Diff. | Punkte |
| -- | ----------------------- | -- | ----- | ----- | ------ |
| 1. | Badalona Drags          | 2  | 36:24 | +12   | 4:0    |
| 2. | Stockholm Mean Machines | 2  | 57:55 | +2    | 2:2    |
| 3. | Moscow Patriots         | 2  | 42:56 | −14   | 0:4    |

### Division 3
| Datum     | Kickoff | Heim                | Ergebnis                                       | Gast                | Stadion            |
| --------- | ------- | ------------------- | ---------------------------------------------- | ------------------- | ------------------ |
| 27. April | 15:00   | Donetsk Scythians   | 114:6 Bericht, Statistik                       | Kishinev Barbarians | Lokomotiv Stadion  |
|           |         | Kishinev Barbarians | abgesagt                                       | Vienna Vikings      |                    |
| 18. Mai   | 15:00   | Vienna Vikings      | 47:8 (21:0, 19:0, 7:0, 0:8) Bericht, Statistik | Donetsk Scythians   | Stadion Hohe Warte |

|    | Verein              | Sp | TD     | Diff. | Punkte |
| -- | ------------------- | -- | ------ | ----- | ------ |
| 1. | Vienna Vikings      | 1  | 47:8   | +39   | 2:0    |
| 2. | Donetsk Scythians   | 2  | 122:53 | +69   | 2:2    |
| 3. | Kishinev Barbarians | 1  | 6:114  | −108  | 0:2    |

### Division 4
| Datum     | Kickoff | Heim                       | Ergebnis                                       | Gast          | Stadion                     |
| --------- | ------- | -------------------------- | ---------------------------------------------- | ------------- | --------------------------- |
| 27. April | 14:00   | Aix-en-Provence Argonautes | 21:39 Bericht, Statistik                       | Bergamo Lions | Stade G. Carcassonne        |
| 11. Mai   | 14:00   | Aix-en-Provence Argonautes | 27:13 (7:0, 17:7, 3:0, 0:6) Bericht, Statistik | Moscow Bears  | Stade G. Carcassonne        |
| 25. Mai   | 14:00   | Bergamo Lions              | 65:3 Bericht, Statistik                        | Moscow Bears  | Stadio Communale Osio Sotto |

|    | Verein                     | Sp | TD     | Diff. | Punkte |
| -- | -------------------------- | -- | ------ | ----- | ------ |
| 1. | Bergamo Lions              | 2  | 104:24 | +80   | 4:0    |
| 2. | Aix-en-Provence Argonautes | 2  | 48:52  | −4    | 2:2    |
| 3. | Moscow Bears               | 2  | 16:92  | −76   | 0:4    |

## Play-offs
|  | Halbfinale  | Halbfinale         | Halbfinale |  |  | Eurobowl XVII – Braunschweig | Eurobowl XVII – Braunschweig | Eurobowl XVII – Braunschweig |
|  |             |                    |            |  |  |                              |                              |                              |
|  |             |                    |            |  |  |                              |                              |                              |
|  | Deutschland | Braunschweig Lions | 50         |  |  |                              |                              |                              |
|  | Spanien     | Badalona Drags     | 20         |  |  |                              |                              |                              |
|  |             |                    |            |  |  | Deutschland                  | Braunschweig Lions           | 21                           |
|  |             |                    |            |  |  | Osterreich                   | Vienna Vikings               | 14                           |
|  | Osterreich  | Vienna Vikings     | 34         |  |  |                              |                              |                              |
|  | Italien     | Bergamo Lions      | 33 n. V.   |  |  |                              |                              |                              |
|  |             |                    |            |  |  |                              |                              |                              |

### Halbfinale
| Datum    | Kickoff | Heim               | Ergebnis                                        | Gast           | Stadion                   |
| -------- | ------- | ------------------ | ----------------------------------------------- | -------------- | ------------------------- |
| 14. Juni | 17:30   | Braunschweig Lions | 50:20 (8:0, 21:7, 14:7, 7:6) Bericht            | Badalona Drags | Union Stadion, Salzgitter |
| 15. Juni | 15:00   | Vienna Vikings     | 34:33 n. V. (0:0, 14:6, 6:7, 7:14; 7:6) Bericht | Bergamo Lions  | Stadion Hohe Warte        |

### Eurobowl
| Datum   | Kickoff | Heim               | Ergebnis                                       | Gast           | Stadion                  |
| ------- | ------- | ------------------ | ---------------------------------------------- | -------------- | ------------------------ |
| 5. Juli | 15:00   | Braunschweig Lions | 21:14 (0:7, 14:7, 0:0, 7:0) Bericht, Statistik | Vienna Vikings | Stadion Hamburger Straße |